# Partenopeas
Las Partenopeas son unas flautas dobles, cuyo calificativo partenopeas (de las vírgenes o doncellas) procede de ser empleadas para las danzas o coros de las muchachas jóvenes en la antigua Grecia. 
Aristógenes habla de los auloi parthenioi y coloca entre ellos una flauta de origen fenicio, la gringa.